# Remember Me (canção da Pixar)
"Remember Me" é uma canção de 2017 composta por Robert Lopez e Kristen Anderson-Lopez para o filme animado Coco. Utilizada primeiro em um arranjo de mariachi, é executada repetidas vezes durante a obra cinematográfica. Venceu O Óscar de melhor canção original.
Na versão brasileira do filme, a música é interpretada por Rogério Flausino, vocalista da banda Jota Quest.

## Contexto
A canção é usada em vários contextos durante o filme. É conhecida como a canção mais popular de Ernesto de la Cruz (Benjamin Bratt), escrita por seu parceiro musical Héctor Rivera (Gael García Bernal), e foi introduzida com um arranjo mariachi, como um pretexto de Ernesto para seus fãs para que eles o mantivessem em suas mentes mesmo se ele fosse fazer concertos em outros locais. Também é apresentada como uma cantiga de ninar de Héctor para sua filha Coco, para que ela se lembrasse dele enquanto ele tivesse que viajar para seguir a carreira artística. Depois, é usada como uma canção nostálgica para conectar uma já idosa Coco (Ana Ofelia Murguía) a um período antigo de sua vida e para reunir Miguel Rivera (Anthony Gonzalez) com sua bisavó. Mais tarde ela aparece em uma versão pop sendo tocada durante os créditos finais, nas vozes de Miguel e Natalia Lafourcade.
"Remember Me", segundo Robert Lopez e Kristen Anderson-Lopez, é "um laço que une múltiplas gerações no amor compartilhado pela música".

## História

### Produção
Kristen Anderson-Lopez e Robert Lopez, que fizeram parte time de compositores das músicas de Frozen, foram contratados para o projeto. O diretor Lee Unkrich declarou que os admira desde que eles escreveram a adaptação musical de Finding Nemo em 2006. O filme foi desenvolvido como um musical, mas não no estilo em que as ações e emoções dos personagens são explicitamente representadas pela música. Um dos desafios com as canções era desenvolver letras que pudessem variar seu significado dependendo do contexto em que são cantadas. O time de compositores pesquisou sobre músicas populares mexicanas e queriam desenvolver uma canção que pudesse ser interpretada por saudosos ícones mexicanos, como Jorge Negrete e Pedro Infante. Eles escreveram a música no estilo ranchera, sabendo que ela também funcionaria se executada como uma balada de ritmo tranquilo. Robert escreveu a música e Kristen escreveu as letras. Ela queria explorar a ideia de lembrar das pessoas quando elas estivessem distantes e explicasse "o poder da música em trazer as pessoas de volta à vida, literalmente e figurativamente". Acredita-se que a canção foi inspirada no prelúdio de "Raindrop" de Chopin, Op 28, No. 15.[carece de fontes?]

### Impacto
A canção tem sido adotada por muitas famílias como uma forma de ajudar suas crianças a lidar com a morte, a perda ou a mudança em suas vidas. Um vídeo de uma criança de quatro anos cantando a música em memória de sua irmã falecida se tornou viral.

## Prêmios e indicações
Recebida positivamente pela crítica de cinema, venceu prêmios como o Óscar de melhor canção original e o Critics' Choice Movie Awards de melhor música, além de ter sido indicada a outros prêmios de cinema, como o Globo de Ouro de melhor canção original.
| Prêmios                                      | Prêmios                                                  | Prêmios   | Prêmios       |
| Prêmio                                       | Categoria                                                | Resultado | Ref.          |
| -------------------------------------------- | -------------------------------------------------------- | --------- | ------------- |
| Óscar                                        | Melhor Canção Original                                   | Venceu    | [ 1 ] [ 2 ]   |
| Critics' Choice Award                        | Melhor Canção                                            | Venceu    | [ 6 ] [ 9 ]   |
| Globo de Ouro                                | Melhor Canção Original                                   | Indicado  | [ 10 ]        |
| AwardsCircuit Community Awards               | Melhor Canção Original                                   | 2º lugar  | [ 11 ]        |
| Capri, Hollywood International Film Festival | Melhor Canção Original                                   | Venceu    | [ 12 ] [ 13 ] |
| Denver Film Critics Society                  | Melhor Canção Original                                   | Venceu    | [ 14 ]        |
| Georgia Film Critics Association             | Melhor Canção Original                                   | Venceu    | [ 15 ]        |
| Gold Derby Awards                            | Melhor Canção Original                                   | Indicado  | [ 16 ]        |
| Guild of Music Supervisors Awards            | Melhor Canção/Gravação Criada para um Filme              | Indicado  | [ 17 ]        |
| Hawaii Film Critics Society                  | Melhor Canção                                            | Indicado  | [ 18 ]        |
| Houston Film Critics Society Awards          | Melhor Canção Original                                   | Venceu    | [ 19 ]        |
| International Online Cinema Awards           | Melhor Canção Original                                   | Indicado  | [ 20 ] [ 21 ] |
| Las Vegas Film Critics Awards                | Melhor Canção Original                                   | Venceu    | [ 22 ] [ 23 ] |
| Online Film & Television Association Awards  | Melhor Canção Original                                   | Venceu    | [ 24 ]        |
| Phoenix Film Critics Society Awards          | Melhor Canção Original                                   | Venceu    | [ 25 ] [ 26 ] |
| World Soundtrack Awards                      | Melhor Canção Original Escrita Diretamente para um Filme | Pendente  | [ 27 ]        |